# Красный Бор (Устьянский район)
Кра́сный Бор — посёлок в Устьянском районе Архангельской области. Входит в состав Октябрьского городского поселения.

## География
Посёлок находится в южной части Архангельской области, в таёжной зоне, в пределах северной части Русской равнины, на правом берегу реки Солица, притока Устьи, на расстоянии 115 км (по автомобильной дороге) к северо-западу от посёлка Октябрьский, административного центра района.

### Часовой пояс
Посёлок Красный Бор, как и вся Архангельская область, находится в часовой зоне МСК (московское время). Смещение применяемого времени относительно UTC составляет +3:00.

## Население
| 2002 | 2010 | 2012 |
| ---- | ---- | ---- |
| 166  | ↘47  | ↘24  |